# Suore orsoline del Sacro Cuore di Maria
Le Suore orsoline del Sacro Cuore di Maria sono un istituto religioso femminile di diritto pontificio; i membri di questa congregazione, dette Orsoline di Breganze, pospongono al loro nome la sigla O.S.C.M.

## Storia
La congregazione venne fondata a Breganze da Giovanna Meneghini: già socia della compagnia di sant'Orsola di Breganze, un'istituzione secolare fondata dal sacerdote locale Andrea Scotton, il 6 gennaio 1907, con l'aiuto del gesuita Maffeo Franzini, diede inizio a una nuova congregazione religiosa, aperta anche alle donne normalmente respinte dagli altri istituti, perché senza dote o cagionevoli di salute.
Venne canonicamente eretto in istituto di diritto diocesano con decreto di Ferdinando Rodolfi, vescovo di Vicenza, dell'8 settembre 1941. Il 16 luglio 1971 le Orsoline ricevettero il pontificio decreto di lode.

## Attività e diffusione
Le Orsoline di Breganze si dedicano prevalentemente all'apostolato dell'educazione e ad altre opere pastorali e sociali, rivolte soprattutto al mondo femminile.
Oltre che in Italia, sono presenti in Brasile e Mozambico: la sede generalizia è a Vicenza.
Al 31 dicembre 2005 l'istituto contava 138 religiose in 23 case.